# 最後之窗 真夜中的約束
《最後之窗 真夜中的約束》（日語：ラストウィンドウ 真夜中の約束）是一個由Cing開發，任天堂發佈，平台為任天堂DS的視覺小說冒險遊戲。此遊戲亦是《Wishroom 天使的記憶》的續作，而其操作系統亦與前作相似。在此遊戲中，主角凱爾·海德需要在自己的居所西岬公寓中查探公寓的秘密。雖然此遊戲的故事設定於前作一年之後，但其劇情仍有一定的關聯。正如Cing的另一個作品《Another Code: R 記憶之門》，此遊戲並沒有在北美或澳洲發佈。
本作是Cing倒閉前最後一款開發的遊戲，發佈後不足兩個月內，公司已經宣佈破產。

## 遊戲系統

遊戲截圖

此遊戲需求玩家把機身旋轉90度遊玩。在《最後之窗 真夜中的約束》中，玩家需要利用任天堂DS的觸摸屏操控主角凱爾·海德移動，並且與周圍的事物互動。玩家亦要在偵查過程中利用觸摸屏，麥克風和遊戲機的摺疊功能去解決一系列的謎題。在與角色對話時，當有令人起疑的對白出現時，玩家可以選擇追問或無視。當玩家選擇錯誤時，可能會導致遊戲結束。玩家亦可以問不同角色一些問題。
此遊戲亦新增了「最後之窗小說」的設定。每當玩家完成一個章節後，「最後之窗小說」就會新增一個章節。玩家在遊戲中進行的不同決擇，都會影響小說的內容。

## 劇情
凱爾·海德的住所西岬公寓（Cape West Apartments）即將被清拆，但此時凱爾卻收到一個無名請求，該請求要凱爾找出25年前失蹤的「猩紅之星」。凱爾隨即利用剩下來的時間，探索整個公寓，並發現公寓以及其住戶都與一個犯罪組織有關，而這個犯罪組織更加與凱爾父親之死有關。

## 角色
凱爾·海德
34歲的紐約市前警察，現於推銷公司紅冠工作，居住於即將被清拆的西岬公寓。他收到尋物請求後，便致力找出西岬公寓的秘密。
瑪格麗特·帕特里斯
西岬公寓的女房東。
瑪麗·里维
獨自居住在西岬公寓的年輕女子，其丈夫和哥哥均死於車禍。
弗蘭克·拉韋爾
固執的老頭，愛好在公寓四處走動。
史蒂夫·沃爾夫
一個不受歡迎的音樂人，經常問西岬公寓住客借錢。以澳大利亞搖滾歌手Ninezero作為角色藍本。
貝蒂·邁耶
一個活潑的年輕女子，於一家珠寶店工作。
查爾斯·熱內
一位年輕的法國交換生，夢想成為一位電影導演。
西德尼·雷根
他擁有西岬公寓幸運咖啡廳，正在與其妻子分居。
克萊爾·雷根
西德尼·雷根的女兒，性格樂觀友善，於幸運咖啡廳協助其父親。
迪蘭·菲特查爾
西岬公寓維修工，喜好收集蝴蝶和寶石。
埃德·文森特
推銷公司紅冠老闆。他是一位前洛杉磯偵探，亦是凱爾父親的老朋友。
雷切爾
推銷公司紅冠員工，凱爾的聯絡員。
米拉·埃文斯
前作出現過的角色，於西雅圖藝術學校學習。
雷克斯·福斯特
對西岬公寓有興趣的神秘男子。
威爾·懷特
推銷員，行為很紳士，但經常看不起人
克里斯·海德
凱爾的父親，保險箱竊賊，25年前被殺。
珍妮·海德
凱爾的母親，在新澤西州任職護士。

## 評價
| 汇总媒体     | 得分  |
| ------------ | ----- |
| GameRankings | 80.33 |

| 媒体      | 得分   |
| --------- | ------ |
| Edge      | 7/10   |
| Eurogamer | 7/10   |
| IGN       | 7.5/10 |
| Fami通    | 31/40  |

《最後之窗 真夜中的約束》獲得的好評不少。Game Rankings得出此遊戲的分數為80.33%。因為此遊戲沒有在美國發佈，所以Metacritic等美國遊戲分評審出版物都沒有給予評分。
大多數評價都給予此遊戲較高的分數，其中《Fami通》給予此遊戲31/40分，IGN給予7.5/10分，Eurogamer給予7/10分，雜誌《Edge》給予7/10分。此遊戲的得分稍遜於前作。
此遊戲的劇情廣受好評。Eurogamer的西蒙·帕金指出「此遊戲的劇情種類於2010年實屬罕見，因此一些陳詞濫調都變成新鮮的東西」。IGN的馬特·威爾士則指出「此遊戲是極少量能夠寫出與角色性格相符的對白的遊戲」。《任天堂生活》的亨利·斯托克代爾指出「在畫面方面，《最後之窗》做得如同前作般出色。黑白繪畫的人物混在彩色背景中給予玩家一種獨特的感受，即使沒有改進，此遊戲仍非常出色」。
評論家對此遊戲的批評則主要圍繞著其劇情步伐。IGN的評論家指出「此遊戲大量的文字將會挑戰玩家的耐性」。而Eurogamer的評論家則指出「沒有耐性的玩家將會對此遊戲感到畏縮」。

## 外部連結
- 官方網站 （页面存档备份，存于）
- 歐洲版官方網站
- UK Review from Cubed3's Adam Riley on 13th September, 2010: 9/10 （页面存档备份，存于）
- 《最後之窗 真夜中的約束》在視覺小說數據庫的頁面 （英文）